# Жовтозілля кримське
Жовтозілля кримське (Senecio tauricus  Konechn.) — вид рослин роду жовтозілля (Senecio) родини складноцвітих (Compositae) або айстрових (Asteraceae).

## Загальна біоморфологічна характеристика
Життєва форма — гемікриптофіт. Багаторічна трав'яниста клочкувато-біло-повстяна рослина. Стебла висхідні 10–40 см заввишки. Листки пірчасторозсічені, коротко павутинисто запушені. Квітки лимонно-жовтого кольору, зібрані у великих, 3–4 см діаметром кошиках, які в кількості 4–15 формують щитоподібне суцвіття. Цвіте в червні й липні, плодоносить у липні й серпні. Розмножується насінням.

## Поширення
Ендемічна кримська рослина. Ареал охоплює головне пасмо Кримських гір (Нікітська та Бабуган яйли).

## Екологія
Зростає поодинці в угрупованнях гірського лучно-степового союзу Carici humilis Androsacion (кл. Festuco-Brometea) та на кам'янистих лукових схилах яйли. Мезофіт.

## Чисельність
Вид описаний в 1985 р., але дані про чисельність його популяцій відсутні. Причини зменшення чисельності невідомі.

## Природоохоронний статус, охоронні заходи
Внесене до «Червоної книги України», природоохоронний статус — «Рідкісний». Охороняється в Кримському природному заповіднику. Заборонено збирання рослин.

## Історія
Вид був описаний російським ботаніком Галиною Конечною у 1985 році в журналі «Новости систематики высших растений» («укр. Новини систематики вищих рослин»).